# Pępek świata (serial telewizyjny 2004)
Pępek świata (ang. Center of the Universe, 2004–2005) – amerykański serial komediowy nadawany przez stację CBS od 27 października 2004 roku do 19 stycznia 2005 roku. W Polsce nadawany był od 21 kwietnia 2006 roku na kanale TVN 7.

## Opis fabuły
Barnettowie są ze sobą od ponad 20 lat. Szczęście zakłóca im tylko jeden „drobiazg”... rodzina Johna (John Goodman).
John i Kate (Jean Smart) mieszkają wraz ze swoim 12-letnim synem Milesem (Spencer Breslin) w Chicago, gdzie John prowadzi firmę specjalizującą się w sprzedaży i zakładaniu systemów antywłamaniowych. I właściwie jedyną rzeczą, która stoi na drodze do pełni szczęścia i zakłóca spokój domowy Barnettów jest... ekscentryczna rodzina Johna.
Barnettowie nigdy nie wiedzą czego mogą się po najbliższych spodziewać, m.in. z powodu fatalnego zwyczaju odwiedzania ich bez zapowiedzi. Jego nadpobudliwy ojciec Art (Ed Asner) oraz postrzelona matka Marge (Olympia Dukakis) lubią również zaskakiwać innymi osobliwymi pomysłami. A tymczasem John – odpowiedzialny mężczyzna w sile wieku – jest podporą dla wszystkich, bliższych i dalszych, członków rodziny. Między innymi dla swojej siostry Lily Barnett Manning (Melinda McGraw), z zawodu terapeutki, która sama wymaga terapii, oraz dla swojego niedojrzałego, choć już 35-letniego brata Tommy'ego (Diedrich Bader), którego John, na swoje utrapienie, właśnie zatrudnił w firmie. Co gorsza, wszystko wskazuje na to, że ich syn, ekscentryczny intelektualista Miles, wyrasta na kolejnego postrzeleńca w rodzinie Barnettów.

## Obsada
- John Goodman jako John Barnett
- Jean Smart jako Kate Barnett
- Spencer Breslin jako Miles Barnett
- Olympia Dukakis jako Marge Barnett
- Ed Asner jako Art Barnett
- Diedrich Bader jako Tommy Barnett
- Melinda McGraw jako Lily Barnett